# ايزوثيبينديل
ايزوثيبينديل (بالإنجليزية: Isothipendyl)‏ هو دواء مضاد للهيستامين من الجيل الأول، يستخدم لعلاج اعراض الحساسية (ارجية) والتخفيف من الحكة، وذلك عن طريق حصر المستقبلات ھ 1(H1).
.

## الزمرة الدوائية
- مضاد تحسس
- مضاد حكة
- مضاد الهيستامين

## الصيغة الكيميائية
C16H19N3S

## الاستطباب
موضعياً لمعالجة لحكة المرافقة للحالات التحسسية

## آلية التأثير
ايزوثيبينديل مشتق آزافينوتيازيني، يرتبط تنافسياً بمستقبلات الهيستامين H1 مما يؤدي لثبيط التأثيرات الفارماكولوجية للهيستامين، كما أنه يملك تأثيرات مهدئة، مضادة للمسكارين ومضادة للسيروتونين .